# Léopold Lacour
Pour les articles homonymes, voir Lacour.
Léopold Lacour, né le 2 septembre 1854 à Paris et mort le 29 avril 1939 dans le 9e arrondissement de Paris, est un professeur de rhétorique, conférencier, dramaturge et féministe français.

## Biographie
Après avoir reçu son diplôme de l’École normale supérieure avec distinction, agrégé de lettres, Léopold Lacour a enseigné l’histoire dans plusieurs écoles de province pour finir au lycée Saint-Louis de Paris, avant de démissionner de l’enseignement pour devenir écrivain à temps plein. Son œuvre se compose de pièces de théâtre, de critiques, de sociologie et d’histoire, dont son ouvrage majeur Humanisme intégral (1896). Au théâtre, on lui doit, en collaboration avec Pierre Decourcelle, une pièce adaptée de Mensonges de Paul Bourget, dont la première a eu lieu le 18 avril 1889 et, avec Félicien Champsaur, Liliane (théâtre du Vaudeville, 1891).
Socialiste et féministe, Léopold Lacour croyait à l’égalité des sexes, dans le sens de l’égalité des droits. Il estimait que les femmes devaient lutter pour la vie pleine et riche sans restrictions qu’elles méritaient. Lui et les autres sympathisants du féminisme, tels que Victor Margueritte ou Jules Bois, étaient la cible de critiques d'écrivains comme Alexandre Dumas, Émile Zola et Octave Mirbeau, qui les appelaient « les vaginards », les considérant comme des traîtres à leur sexe.
Préférant le terme d’« humanisme » à celui de « féminisme », considérant qu’il véhiculait mieux l’idée d’harmonie entre les sexes, il a contribué au Congrès international féministe de Paris de 1896, présidé par Marie Bonnevial, où est discuté l'enseignement mixte et lors duquel il y eut beaucoup de disputes et peu d’accords. Marie Léopold-Lacour est intervenue avec une présentation décrivant l’état des écoles mixtes en Europe et répondu aux adversaires de l'enseignement mixte. Bon nombre des éléments de sa présentation étaient tirés de l’œuvre de Léopold Lacour. L’orphelinat Prevost, la première école mixte en France, dont Paul Robin, le pédagogue libertaire connu en particulier pour y avoir développé l'éducation intégrale, était le directeur, a fait l’objet de beaucoup d’attention. Lacour et Pauline Kergomard ont réussi à obtenir un accord sur la résolution finale, en faveur du changement pour l'enseignement mixte dans tous les pays.
Il a donné des conférences très courues sur le sujet à la mode, le féminisme, au théâtre de la Bodinière. Il a souvent donné des conférences sur la Révolution française et, en 1900, a publié un essai intitulé Les Origines du féminisme contemporain : trois femmes de la révolution : Olympe de Gouges, Théroigne de Méricourt, Rose Lacombe, dans lequel il a souligné l’importance, pour la cause féministe, d’un intellectualisme libre et robuste.
Les historiennes Laurence Klejman et Florence Rochefort estiment que, bien qu’Eliska Vincent soit à l’origine du féminisme historique, « Léopold Lacour est sans aucun doute le premier à avoir entrepris l’examen d’un historien du féminisme ». À sa mort, il est inhumé au cimetière du Montparnasse.
« En parfaite connaissance de son épouse Marie », il a de 1895 à la fin de sa vie une liaison avec la féministe Thilda Harlor.

## Publications
Liste sélective.
- Léopold Lacour, Trois théâtres : Émile Auger, Alexandre Dumas, fils, Victorien Sardou, Paris, Calmann Lévy, 1880 (lire en ligne).
- Léopold Lacour, Gaulois et Parisiens : Eugène Labiche, Henry Meilhac et Ludovic Halévy, Edmond Gondinet, Paris, Calmann-Lévy, 1883 (lire en ligne).
- Léopold Lacour, Humanisme intégral : le Duel des Sexes. La cité future, Paris, BiblioLife, 1896, 382 p. (ISBN 978-1-145-14989-2, lire en ligne).
- Léopold Lacour, Conférences faites aux matinées classiques du théâtre national de l'Odéon et du théâtre de la République par Mme Dieulafoy, MM. Francisque Sarcey, Jules Lemaître et al., Paris, A. Crémieux, 1898.
- Léopold Lacour, Les Origines du féminisme contemporain : Trois femmes de la révolution : Olympe de Gouges, Théroigne de Méricourt, Rose Lacombe, Paris, Plon-Nourrit, 1900 (lire en ligne).
- Léopold Lacour, La Femme dans le théâtre du XIXe siècle, 1901, 662 p. (lire en ligne).
- Léopold Lacour (préf. A. Aulard), La Révolution française et ses détracteurs d’aujourd'hui, Paris, Bibliothèque des Réformes sociales, 1909 (lire en ligne).
- Léopold Lacour, La France moderne, problèmes politiques et sociaux, 1909 (lire en ligne).
- Léopold Lacour et Edmond Richardin, Les Femmes Illustres. : Collection publiée sous la direction de M. Edmond Richardin … et M. Léopold Lacour., 1910 (lire en ligne).
- Léopold Lacour, Jules Renard. Ses contes. Ses romans, ses comédies, 1910 (lire en ligne).
- Léopold Lacour, Les Maîtresses & la femme de Molière, Paris, Éditions d'art et de littérature, 1914 (lire en ligne).
- Léopold Lacour et Vitalis de Toledo, L'Habit de guerre ; Pièce en 1 acte. Préf. de Léopold Lacour, Paris, Sansot, 1915 (lire en ligne).
- Léopold Lacour, Gustave Geffroy et Louis Lumet, La France héroïque et ses alliés, Paris, Larousse, 1919 (lire en ligne).
- Léopold Lacour, Les Premières Actrices françaises, Etc. [With Plates.]., 1921 (lire en ligne).
- Léopold Lacour, Le Théâtre en Suède, 1924 (lire en ligne).
- Léopold Lacour, Richelieu dramaturge et ses collaborateurs, Ollendorff, 1925
- Léopold Lacour, Molière acteur, Paris, F. Alcan, 1928 (lire en ligne).
- Léopold Lacour, Une longue vie, Etc. [Reminiscences.]., 1938 (lire en ligne).

## Distinction
- Prix Lasserre (littérature) en 1926[17]